# 1991-1996: The Early Works
1991–1996: The Early Works è il primo best of del gruppo tedesco OOMPH!. La copertina è veramente semplice, formata solo dal nome del gruppo ed il nome del best of.

## Tracce
1. Mein Herz
2. Ich bin Du
3. Der neue Gott
4. Suck-Taste-Spit
5. Sex
6. Feiert Das Kreuz
7. Ice-Coffin
8. Hast Du Geglaubt
9. Mitten Ins Herz
10. Wunschkind
11. You've Got It
12. I.N.R.I. vs JAHWE
13. Ice-Coffin (remix)
14. I.N.R.I. vs JAHWE (Dies Irae Mix)
15. Krüppel (Urteil Mix Shortened)